# Route nationale 39 (Estonie)
Pour les articles homonymes, voir Route nationale 39.
La route nationale 39 (Tugimaantee 39) est une route nationale estonienne reliant Tartu à Aravete. Elle mesure 108 km.

## Tracé
- Comté de Tartu
  - Tartu
  - Vahi
  - Võibla (et)
  - Erala (et)
  - Lähte
- Comté de Jõgeva
  - Voldi (et)
  - Tabivere
  - Pikkjärve (en)
  - Kaarepere (en)
  - Kassinurme
  - Painküla
  - Jõgeva
  - Õuna
  - Kurista
  - Kaera
  - Vaimastvere
  - Kärde
  - Vägeva
- Comté de Viru-Ouest
- Comté de Järva
  - Vahuküla (en)
  - Järva-Jaani
  - Aravete